# Abadengo
Abadengo é o direito de apresentar abade numa abadia ou igreja, ou o que possui terras de uma abadia.
Abadengo é também o nome dado a um presente que, na Idade Média, se dava ou legava ao confessor. Espontâneo na sua origem, foi mais tarde considerado pelo clero como uma obrigação. Aparenta-se (mas não deve confundir-se) com o abadágio, dádiva que se fazia ao abade da freguesia.